# Tilloy-lès-Hermaville
Tilloy-lès-Hermaville è un comune francese di 240 abitanti situato nel dipartimento del Passo di Calais nella regione dell'Alta Francia.

## Società

### Evoluzione demografica
Abitanti censiti